# Fußball-Club Bayern München 2018-2019
Questa voce raccoglie le informazioni riguardanti il Fußball-Club Bayern München nelle competizioni ufficiali della stagione 2018-2019.

## Stagione
La stagione 2018-2019 è per il Bayern Monaco la 54ª edizione consecutiva nella massima serie del campionato tedesco. La società bavarese, dopo aver salutato il tecnico Jupp Heynckes, punta sul più giovane Niko Kovač, nell'ultima stagione alla guida dell'Eintracht Francoforte, con cui ha conquistato la Coppa di Germania battendo in finale proprio i bavaresi del Bayern Monaco per 3-1. Il 12 agosto conquistano il primo trofeo della stagione alla prima uscita ufficiale stagionale, ovvero la Supercoppa di Germania battendo in finale per 5-0 l'Eintracht Francoforte. Alla prima giornata di campionato vince la partita giocata contro l'Hoffenheim con il risultato di 3-1.

## Maglie e sponsor
| Casa | Trasferta | Terza maglia | Finale di Coppa di Germania |

## Rosa
Rosa aggiornata al 31 gennaio 2019.
| N. |                        | Ruolo | Calciatore              |
| -- | ---------------------- | ----- | ----------------------- |
| 1  | Germania (bandiera)    | P     | Manuel Neuer (capitano) |
| 2  | Germania (bandiera)    | A     | Sandro Wagner           |
| 4  | Germania (bandiera)    | D     | Niklas Süle             |
| 5  | Germania (bandiera)    | D     | Mats Hummels            |
| 6  | Spagna (bandiera)      | C     | Thiago Alcántara        |
| 7  | Francia (bandiera)     | C     | Franck Ribéry           |
| 8  | Spagna (bandiera)      | C     | Javi Martínez           |
| 9  | Polonia (bandiera)     | A     | Robert Lewandowski      |
| 10 | Paesi Bassi (bandiera) | C     | Arjen Robben            |
| 11 | Colombia (bandiera)    | C     | James Rodríguez         |
| 13 | Brasile (bandiera)     | D     | Rafinha                 |
| 17 | Germania (bandiera)    | D     | Jérôme Boateng          |

| N. |                       | Ruolo | Calciatore                    |
| -- | --------------------- | ----- | ----------------------------- |
| 18 | Germania (bandiera)   | C     | Leon Goretzka                 |
| 19 | Canada (bandiera)     | A     | Alphonso Davies               |
| 22 | Germania (bandiera)   | A     | Serge Gnabry                  |
| 24 | Francia (bandiera)    | C     | Corentin Tolisso              |
| 25 | Germania (bandiera)   | A     | Thomas Müller (vice-capitano) |
| 26 | Germania (bandiera)   | P     | Sven Ulreich                  |
| 27 | Austria (bandiera)    | D     | David Alaba                   |
| 29 | Francia (bandiera)    | A     | Kingsley Coman                |
| 32 | Germania (bandiera)   | C     | Joshua Kimmich                |
| 35 | Portogallo (bandiera) | C     | Renato Sanches                |
| 36 | Germania (bandiera)   | P     | Christian Früchtl             |

## Organigramma societario
Area tecnica
- Allenatore: Niko Kovač
- Allenatore in seconda: Peter Hermann (calciatore), Robert Kovač
- Preparatore dei portieri: Toni Tapalović
- Preparatori atletici: Holger Broich, Peter Schlösser, Thomas Wilhelmi

## Calciomercato

### Sessione estiva(dall'1/7 al 31/8)
| Acquisti         | Acquisti                | Acquisti      | Acquisti      |
| R.               | Nome                    | da            | Modalità      |
| ---------------- | ----------------------- | ------------- | ------------- |
| C                | Leon Goretzka           | Schalke 04    | svincolato    |
| Altre operazioni |                         |               |               |
| C                | Douglas Costa\|Juventus | fine prestito |               |
| C                | Renato Sanches          | Swansea City  | fine prestito |
| A                | Serge Gnabry            | Hoffenheim    | fine prestito |

| Cessioni         | Cessioni       | Cessioni            | Cessioni              |
| R.               | Nome           | a                   | Modalità              |
| ---------------- | -------------- | ------------------- | --------------------- |
| C                | Fabian Benko   | LASK                | svincolato            |
| C                | Niklas Dorsch  | Heidenheim          | svincolato            |
| D                | Felix Götze    | Augusta             | svincolato            |
| P                | Tom Starke     | ritirato            |                       |
| C                | Arturo Vidal   | Barcellona          | definitivo (18 mln €) |
| C                | Sebastian Rudy | Schalke 04          | definitivo (16 mln €) |
| D                | Juan Bernat    | Paris Saint-Germain | definitivo (14 mln €) |
| Altre operazioni |                |                     |                       |
| C                | Douglas Costa  | Juventus            | definitivo (40 mln €) |

### Sessione invernale(dal 1/1 al 31/1)
| Acquisti | Acquisti        | Acquisti            | Acquisti              |
| R.       | Nome            | da                  | Modalità              |
| -------- | --------------- | ------------------- | --------------------- |
| A        | Alphonso Davies | Vancouver Whitecaps | definitivo (10 mln €) |

| Cessioni | Cessioni      | Cessioni     | Cessioni             |
| R.       | Nome          | a            | Modalità             |
| -------- | ------------- | ------------ | -------------------- |
| A        | Sandro Wagner | Tianjin Teda | definitivo (5 mln €) |

## Risultati

### Bundesliga

#### Girone di andata
| Arbitro: | Dankert |

|                                              |           |            |
| Müller 23’ Lewandowski 82’ (rig.) Robben 90’ | Marcatori | 57’ Szalai |

| Arbitro: | Osmers |

|  |           |                                         |
|  | Marcatori | 37’ Goretzka 62’ Lewandowski 76’ Müller |

| Arbitro: | Welz |

|                                         |           |                   |
| Tolisso 10’ Robben 19’ J. Rodriguez 89’ | Marcatori | 5’ (rig.) Wendell |

| Arbitro: | Siebert |

|  |           |                                        |
|  | Marcatori | 8’ J. Rodriguez 64’ (rig.) Lewandowski |

| Arbitro: | Storks |

|            |           |           |
| Robben 48’ | Marcatori | 87’ Götze |

| Arbitro: | Fritz |

|                              |           |  |
| Ibišević 23’ (rig.) Duda 44’ | Marcatori |  |

| Arbitro: | Willenborg |

|  |           |                                  |
|  | Marcatori | 10’ Pléa 16’ Stindl 88’ Herrmann |

| Arbitro: | Winkmann |

|              |           |                                      |
| Weghorst 63’ | Marcatori | 30’ 49’ Lewandowski 72’ J. Rodriguez |

| Arbitro: | Osmers |

|             |           |                                   |
| Boëtius 48’ | Marcatori | 39’ Goretzka 62’ Thiago Alcántara |

| Arbitro: | Zwayer |

|            |           |           |
| Gnabry 80’ | Marcatori | 89’ Höler |

| Arbitro: | Grafe |

|                                 |           |                     |
| Reus 49’ (rig.) 67’ Alcácer 73’ | Marcatori | 26’ 52’ Lewandowski |

| Arbitro: | Jablonski |

|                         |           |                         |
| Süle 17’ Müller 20’ 58’ | Marcatori | 44’ 77’ 90+3’ Lukebakio |

| Arbitro: | Dingert |

|           |           |                |
| Osako 33’ | Marcatori | 20’ 50’ Gnabry |

| Arbitro: | Stieler |

|                               |           |  |
| Lewandowski 9’ 27’ Ribery 56’ | Marcatori |  |

| Arbitro: | Storks |

|  |           |                                                 |
|  | Marcatori | 2’ Kimmich 29’ Alaba 53’ Gnabry 62’ Lewandowski |

| Arbitro: | Fritz |

|            |           |  |
| Ribéry 83’ | Marcatori |  |

| Arbitro: | Grafe |

|  |           |                            |
|  | Marcatori | 35’ 79’ Ribéry 89’ Rafinha |

#### Girone di ritorno
| Arbitro: | Welz |

|            |           |                                     |
| Schulz 59’ | Marcatori | 34’, 45+1’ Goretzka 87’ Lewandowski |

| Arbitro: | Willenborg |

|                                                                     |           |           |
| Thiago Alcántara 5’ Gentner 55’ (aut.) Goretzka 71’ Lewandowski 84’ | Marcatori | 26’ Donis |

| Arbitro: | Stieler |

|                                   |           |              |
| Bailey 53’ Volland 63’ Alario 87’ | Marcatori | 41’ Goretzka |

| Arbitro: | Siebert |

|                                            |           |            |
| Bruma 11’ (aut.) Lewandoski 27’ Gnabry 57’ | Marcatori | 25’ Kutucu |

| Arbitro: | Steinhaus |

|                           |           |                            |
| Goretzka 1’ (aut.) Ji 23’ | Marcatori | 17’, 45+3’ Coman 53’ Alaba |

| Arbitro: | Osmers |

|                 |           |  |
| J. Martinez 62’ | Marcatori |  |

| Arbitro: | Zwayer |

|            |           |                                                                    |
| Stindl 37’ | Marcatori | 2’ J. Martinez 11’ Müller 47’, 90+1’ (rig.) Lewandowski 75’ Gnabry |

| Arbitro: | Stegemann |

|                                                                         |           |  |
| Gnabry 34’ Lewandowski 37’, 85’ J. Rodríguez 52’ Müller 76’ Kimmich 82’ | Marcatori |  |

| Arbitro: | Willemborg |

|                                                              |           |  |
| Lewandowski 3’ J. Rodríguez 33’ 51’ 55’ Coman 39’ Davies 70’ | Marcatori |  |

| Arbitro: | Dingert |

|          |           |                |
| Höler 3’ | Marcatori | 22’ Lewandowki |

| Arbitro: | Grafe |

|                                                         |           |  |
| Hummels 10’ Lewandowski 17’ 89’ Martínez 41’ Gnabry 43’ | Marcatori |  |

| Arbitro: | Zwayer |

|                      |           |                                          |
| Lukebakio 89’ (rig.) | Marcatori | 15’, 41’ Coman 55’ Gnabry 90+2’ Goretzka |

| Arbitro: | Welz |

|          |           |  |
| Süle 75’ | Marcatori |  |

| Arbitro: | Stieler |

|             |           |            |
| Pereira 48’ | Marcatori | 75’ Gnabry |

| Arbitro: | Dingert |

|                                         |           |                     |
| Lewandowski 27’ Goretzka 40’ Ribéry 83’ | Marcatori | 51’ (rig.) Jonathas |

| Lipsia 11 maggio 2019, ore 15:30 CEST 33ª giornata | RB Lipsia | 0 – 0 referto | Bayern Monaco | Red Bull Arena (41.939 spett.)\| Arbitro: \| Grafe \| |
| Arbitro:                                           | Grafe     |               |               |                                                       |

| Arbitro: | Stegemann |

|                                                         |           |            |
| Coman 4’ Alaba 53’ R. Sanches 58’ Ribéry 72’ Robben 78’ | Marcatori | 50’ Haller |

### Coppa di Germania
| Arbitro: | Siewer |

|  |           |                 |
|  | Marcatori | 82’ Lewandowski |

| Arbitro: | Gerach |

|           |           |                             |
| Meyer 49’ | Marcatori | 8’ Wagner 13’ (rig.) Müller |

| Arbitro: | Schmidt |

|                          |           |                         |
| Mittelstädt 3’ Selke 67’ | Marcatori | 7’ 48’ Gnabry 98’ Coman |

| Arbitro: | Winkmann |

|                                                               |           |                                            |
| Goretzka 12’ Müller 53’ Lewandowski 55’ 84’ (rig.) Gnabry 65’ | Marcatori | 26’ 74’ 77’ (rig.) Glatzel 39’ Schnatterer |

| Arbitro: | Siebert |

|                       |           |                                        |
| Osako 74’ Rashica 75’ | Marcatori | 36’, 80’ (rig.) Lewandowski 63’ Müller |

| Arbitro: | Stieler |

|  |           |                                |
|  | Marcatori | 29’, 85’ Lewandowski 78’ Coman |

### UEFA Champions League

#### Fase a gironi

##### Gruppo E
| Arbitro: | Mateu Lahoz |

|  |           |                                |
|  | Marcatori | 10’ Lewandowski 54’ R. Sanches |

| Arbitro: | Kralovec |

|            |           |              |
| Hummels 4’ | Marcatori | 22’ Mazraoui |

| Arbitro: | Kulbakou |

|  |           |                              |
|  | Marcatori | 61’ Martinez 63’ Lewandowski |

| Arbitro: | Jug |

|                            |           |  |
| Lewandowski 31’ (rig.) 71’ | Marcatori |  |

| Arbitro: | Orsato |

|                                               |           |                  |
| Robben 13’ 30’ Lewandowski 36’ 51’ Ribery 76’ | Marcatori | 46’ G. Fernandes |

| Arbitro: | Turpin |

|                                       |           |                                      |
| Tadić 61’ 82’ (rig.) Tagliafico 90+5’ | Marcatori | 13’ 87’ (rig.) Lewandowski 90’ Coman |

#### Fase ad eliminazione diretta

##### Ottavi di finale
| Liverpool 19 febbraio 2019, ore 21:00 CET Andata | Liverpool | 0 – 0 referto | Bayern Monaco | Anfield (52.250 spett.)\| Arbitro: \| Rocchi \| |
| Arbitro:                                         | Rocchi    |               |               |                                                 |

| Arbitro: | Orsato |

|                  |           |                            |
| Matip 39’ (aut.) | Marcatori | 26’, 84’ Mané 69’ van Dijk |

### Supercoppa di Germania
| Arbitro: | Fritz |

|  |           |                                                        |
|  | Marcatori | 21’ 26’ 54’ Lewandowski 63’ Coman 85’ Thiago Alcántara |

## Statistiche

### Statistiche di squadra
Statistiche aggiornate a maggio 2019.
| Competizione                                                                                           | Punti | In casa | In casa | In casa | In casa | In casa | In casa | In trasferta | In trasferta | In trasferta | In trasferta | In trasferta | In trasferta | Totale | Totale | Totale | Totale | Totale | Totale | DR  |
| Competizione                                                                                           | Punti | G       | V       | N       | P       | Gf      | Gs      | G            | V            | N            | P            | Gf           | Gs           | G      | V      | N      | P      | Gf     | Gs     | DR  |
| --- | ----- | ------- | ------- | ------- | ------- | ------- | ------- | ------------ | ------------ | ------------ | ------------ | ------------ | ------------ | ------ | ------ | ------ | ------ | ------ | ------ | --- |
| Bundesliga                                                                                             | 78    | 17      | 13      | 3       | 1       | 49      | 14      | 17           | 11           | 3            | 3            | 39           | 18           | 34     | 24     | 6      | 4      | 88     | 32     | +56 |
| Coppa di Germania                                                                                      | -     | 1       | 1       | 0       | 0       | 5       | 5       | 5            | 0            | 0            | 12           | 5            | 6            | 6      | 0      | 0      | 17     | 9      | +8     |     |
| Supercoppa di Germania                                                                                 | -     | 0       | 0       | 0       | 0       | 0       | 0       | 1            | 1            | 0            | 0            | 5            | 0            | 1      | 1      | 0      | 0      | 5      | 0      | +5  |
| Champions League                                                                                       | 14    | 4       | 2       | 1       | 1       | 9       | 5       | 4            | 2            | 2            | 0            | 7            | 3            | 8      | 4      | 3      | 1      | 16     | 8      | +8  |
| Totale ! 92 ! 22 ! 16 ! 4 ! 2 ! 63 ! 23 ! 27 ! 19 ! 5 ! 3 ! 63 ! 26 ! 49 ! 35 ! 9 ! 5 ! 126 ! 49 ! +77 |       |         |         |         |         |         |         |              |              |              |              |              |              |        |        |        |        |        |        |     |

### Andamento in campionato
| Giornata  | 1 | 2 | 3 | 4 | 5 | 6 | 7 | 8 | 9 | 10 | 11 | 12 | 13 | 14 | 15 | 16 | 17 | 18 | 19 | 20 | 21 | 22 | 23 | 24 | 25 | 26 | 27 | 28 | 29 | 30 | 31 | 32 | 33 | 34 |
| --------- | - | - | - | - | - | - | - | - | - | -- | -- | -- | -- | -- | -- | -- | -- | -- | -- | -- | -- | -- | -- | -- | -- | -- | -- | -- | -- | -- | -- | -- | -- | -- |
| Luogo     | C | T | C | T | C | T | C | T | T | C  | T  | C  | T  | C  | T  | C  | T  | T  | C  | T  | C  | T  | C  | T  | C  | C  | T  | C  | T  | C  | T  | C  | T  | C  |
| Risultato | V | V | V | V | N | P | P | V | V | N  | P  | N  | V  | V  | V  | V  | V  | V  | V  | P  | V  | V  | V  | V  | V  | V  | N  | V  | V  | V  | N  | V  | N  | V  |
| Posizione | 2 | 1 | 1 | 1 | 1 | 2 | 6 | 4 | 2 | 2  | 5  | 5  | 4  | 3  | 3  | 3  | 2  | 2  | 2  | 3  | 2  | 2  | 2  | 2  | 1  | 1  | 2  | 1  | 1  | 1  | 1  | 1  | 1  | 1  |

Fonte:  Bundesliga – Classifiche , su sport.sky.it, sport.sky.it.
Legenda:

Luogo: C = Casa; T = Trasferta. Risultato: V = Vittoria; N = Pareggio; P = Sconfitta.

### Statistiche dei giocatori
In corsivo i giocatori che hanno lasciato la squadra a stagione già iniziata.
| Giocatore        | Bundesliga | Bundesliga | Bundesliga  | Bundesliga | Coppa di Germania | Coppa di Germania | Coppa di Germania | Coppa di Germania | Champions League | Champions League | Champions League | Champions League | Supercoppa di Germania | Supercoppa di Germania | Supercoppa di Germania | Supercoppa di Germania | Totale   | Totale | Totale      | Totale     |
| Giocatore        | Presenze   | Reti       | Ammonizioni | Espulsioni | Presenze          | Reti              | Ammonizioni       | Espulsioni        | Presenze         | Reti             | Ammonizioni      | Espulsioni       | Presenze               | Reti                   | Ammonizioni            | Espulsioni             | Presenze | Reti   | Ammonizioni | Espulsioni |
| ---------------- | ---------- | ---------- | ----------- | ---------- | ----------------- | ----------------- | ----------------- | ----------------- | ---------------- | ---------------- | ---------------- | ---------------- | ---------------------- | ---------------------- | ---------------------- | ---------------------- | -------- | ------ | ----------- | ---------- |
| D. Alaba         | 29         | 2          | 4           | 0          | 4                 | 0                 | 0                 | 0                 | 7                | 0                | 0                | 0                | 1                      | 0                      | 0                      | 0                      | 41       | 2      | 4           | 0          |
| N. Süle          | 29         | 1          | 3           | 0          | 4                 | 0                 | 0                 | 1                 | 6                | 0                | 0                | 0                | 1                      | 0                      | 0                      | 0                      | 40       | 1      | 3           | 1          |
| J. Rodríguez     | 20         | 7          | 2           | 0          | 3                 | 0                 | 1                 | 0                 | 5                | 0                | 1                | 0                | 0                      | 0                      | 0                      | 0                      | 28       | 7      | 4           | 0          |
| R. Sanches       | 15         | 0          | 3           | 1          | 1                 | 0                 | 1                 | 0                 | 6                | 1                | 1                | 0                | 0                      | 0                      | 0                      | 0                      | 22       | 1      | 5           | 1          |
| J. Boateng       | 19         | 0          | 1           | 0          | 3                 | 0                 | 0                 | 0                 | 5                | 0                | 0                | 0                | 0                      | 0                      | 0                      | 0                      | 27       | 0      | 1           | 0          |
| S. Ulreich       | 9          | -9         | 0           | 0          | 3                 | -8                | 0                 | 0                 | 0                | -0               | 0                | 0                | 0                      | -0                     | 0                      | 0                      | 12       | -17    | 0           | 0          |
| K. Coman         | 19         | 5          | 1           | 0          | 5                 | 2                 | 0                 | 0                 | 3                | 1                | 0                | 0                | 1                      | 1                      | 0                      | 0                      | 28       | 9      | 1           | 0          |
| Thiago Alcántara | 28         | 2          | 4           | 0          | 6                 | 0                 | 0                 | 0                 | 5                | 0                | 1                | 0                | 1                      | 1                      | 0                      | 0                      | 40       | 3      | 5           | 0          |
| S. Wagner        | 7          | 0          | 2           | 0          | 1                 | 1                 | 0                 | 0                 | 3                | 0                | 0                | 0                | 1                      | 0                      | 0                      | 0                      | 12       | 1      | 2           | 0          |
| M. Hummels       | 20         | 1          | 1           | 0          | 5                 | 0                 | 1                 | 0                 | 6                | 1                | 1                | 0                | 1                      | 0                      | 1                      | 0                      | 32       | 2      | 4           | 0          |
| J. Kimmich       | 32         | 2          | 4           | 0          | 6                 | 0                 | 0                 | 0                 | 7                | 0                | 3                | 0                | 1                      | 0                      | 0                      | 0                      | 46       | 2      | 7           | 0          |
| S. Gnabry        | 27         | 9          | 0           | 0          | 5                 | 3                 | 0                 | 0                 | 7                | 0                | 1                | 0                | 0                      | 0                      | 0                      | 0                      | 39       | 12     | 1           | 0          |
| R. Lewandowski   | 31         | 22         | 2           | 0          | 5                 | 7                 | 4                 | 0                 | 8                | 8                | 0                | 0                | 1                      | 3                      | 0                      | 0                      | 45       | 40     | 6           | 0          |
| J. Martínez      | 21         | 4          | 3           | 0          | 5                 | 0                 | 0                 | 0                 | 6                | 1                | 1                | 0                | 1                      | 0                      | 0                      | 0                      | 33       | 5      | 4           | 0          |
| T. Müller        | 30         | 6          | 1           | 0          | 6                 | 3                 | 0                 | 0                 | 6                | 0                | 0                | 1                | 1                      | 0                      | 0                      | 0                      | 43       | 9      | 1           | 1          |
| M. Neuer         | 26         | -24        | 1           | 0          | 3                 | -1                | 0                 | 0                 | 8                | -8               | 0                | 0                | 1                      | -0                     | 0                      | 0                      | 38       | -33    | 1           | 0          |
| Rafinha          | 16         | 1          | 1           | 0          | 4                 | 0                 | 0                 | 0                 | 6                | 0                | 1                | 0                | 0                      | 0                      | 0                      | 0                      | 26       | 1      | 2           | 0          |
| F. Ribéry        | 23         | 5          | 2           | 0          | 5                 | 0                 | 0                 | 0                 | 7                | 1                | 1                | 0                | 1                      | 0                      | 0                      | 0                      | 36       | 6      | 3           | 0          |
| A. Robben        | 11         | 3          | 2           | 1          | 2                 | 0                 | 1                 | 0                 | 4                | 2                | 1                | 0                | 1                      | 0                      | 0                      | 0                      | 18       | 5      | 4           | 1          |
| C. Tolisso       | 2          | 1          | 0           | 0          | 2                 | 0                 | 0                 | 0                 | 0                | 0                | 0                | 0                | 0                      | 0                      | 0                      | 0                      | 4        | 1      | 0           | 0          |
| C. Früchtl       | 0          | -0         | 0           | 0          | 0                 | -0                | 0                 | 0                 | 0                | -0               | 0                | 0                | 0                      | -0                     | 0                      | 0                      | 0        | -0     | 0           | 0          |
| L. Goretzka      | 28         | 7          | 3           | 0          | 5                 | 1                 | 1                 | 0                 | 6                | 0                | 0                | 0                | 1                      | 0                      | 0                      | 0                      | 40       | 8      | 4           | 0          |
| W. Y. Jeong      | 1          | 0          | 0           | 0          | 0                 | 0                 | 0                 | 0                 | 1                | 0                | 0                | 0                | 0                      | 0                      | 0                      | 0                      | 2        | 0      | 0           | 0          |
| M. Shabani       | 1          | 0          | 0           | 0          | 1                 | 0                 | 0                 | 0                 | 0                | 0                | 0                | 0                | 0                      | 0                      | 0                      | 0                      | 2        | 0      | 0           | 0          |
| A. Davies        | 6          | 1          | 1           | 0          | 0                 | 0                 | 0                 | 0                 | 0                | 0                | 0                | 0                | 0                      | 0                      | 0                      | 0                      | 6        | 1      | 1           | 0          |